# متلازمة مونخهاوزن بالإنترنت
متلازمة مونخهاوزن بالإنترنت، هي نمط سلوكي يشبه متلازمة مونخهاوزن (التي أعيدت تسميتها لتصبح الاضطراب المصطنع المفروض على النفس)؛ أو اضطراب نفسي، إذ يسعى المصابون بالاضطراب أو المرض أو الصدمة النفسية لجذب انتباه الآخرين أو تعاطفهم أو دفعهم للاطمئنان عليهم.
يسعى المصابون بمتلازمة مونخهاوزن عبر الإنترنت إلى لفت الانتباه عن طريق التظاهر بالأمراض على شبكة الإنترنت، مثل غرف الدردشة ومنتديات الإنترنت وبروتوكول الدردشة عبر الإنترنت. تختلف هذه المتلازمة عن الانتحال الإلكتروني (إذ ينتحل الشخص هوية زائفة للحصول على الاهتمام من خلال مواقع التعارف عبر الإنترنت). وقد وُصف في الأدبيات الطبية بأنه مظهر من مظاهر الاضطراب المصطنع المفروض على النفس (متلازمة مونخهاوزن)، وفي حال ادعاء مرض طفل أو أحد أفراد الأسرة الآخرين، يصبح اضطرابًا مصطنعًا مفروضًا على شخص آخر (متلازمة مونخهاوزن بالوكالة). ظهرت تقارير عن المستخدمين الذين يخدعون الأعضاء في منتديات الإنترنت، من خلال تصوير أنفسهم كمصابين بمرض خطير أو كضحايا للعنف، لأول مرة في التسعينيات بسبب الحداثة النسبية لاتصالات الإنترنت حينها. في عام 1998، حدد الطبيب النفسي مارك فيلدمان -الذي ابتكر مصطلح «مونخهاوزن عبر الإنترنت»- في عام 2000 هذا النمط. لم يُدرَج ضمن المراجعة الخامسة للدليل التشخيصي والإحصائي للاضطرابات النفسية (دي إس إم-5).
أصبح تطوير متلازمة مونخهاوزن على مواقع الإنترنت أسهل بسبب توفر الأدبيات الطبية على شبكة الإنترنت، والطبيعة مجهولة الهوية ومرونة استعمال الهويات عبر الإنترنت، ووجود منتديات التواصل التي أُنشئت لغرض وحيد هو تقديم الدعم للأعضاء الذين يواجهون مشاكل صحية أو نفسية بارزة.
أظهرت العديد من الحالات المميزة أنماط سلوك شائعة بين أولئك الذين يزيفون إصابتهم بمرض خطير أو ينتحلون صفة ضحايا العنف، أو الذين يُعلَن عن وفاتهم في منتديات الإنترنت. غالبًا ما تعبّر المجتمعات الافتراضية التي أُنشئت لتقديم الدعم، فضلًا عن المجتمعات غير الطبية العامة، عن تعاطف وحزن حقيقي مع الضحايا المزعومين.
عند الاشتباه في حدوث تلفيقات أو تأكيدها، يمكن أن تؤدي المناقشة التي تتلو ذلك إلى حدوث انقسامات في مجتمعات الإنترنت، وتدمير بعضها وتغيير طبيعة ثقة الأفراد بالآخرين.

## الأنماط السلوكية
يزعم الأشخاص الذين يظهرون متلازمة مونخهاوزن غالبًا أنهم يعانون من أمراض جسدية أو يتعافون من عواقب الملاحقة والإيذاء والتحرش والاعتداء الجنسي. تقدم العديد من السلوكيات نفسها لتوحي بعوامل تتجاوز المشكلات الحقيقية. بعد دراسة 21 حالة من الاحتيال، سرد فيلدمان أنماط السلوك الشائعة التالية في الأشخاص الذين أظهروا متلازمة مونخهاوزن عبر الإنترنت:
غالبًا ما تُستنسَخ الأدبيات الطبية من المواقع الإلكترونية أو الكتب المدرسية أو تُناقَش بتفصيل كبير.
يتعارض طول وشدة الأمراض الجسدية المزعومة مع سلوك المستخدم. يستخدم فيلدمان كمثال على ذلك نشر شخص ما تفاصيل كبيرة حول تعرضه لصدمة إنتانية عندما يكون هذا الاحتمال غير مرجح للغاية.
المبالغة في أعراض الأمراض لأنها تتوافق مع سوء فهم المستخدم لطبيعة المرض.
- تتخلل المعافاة «الإعجازية» الحالات الخطيرة والتكهنات الحرجة بشكل متزايد.
- تكشف منشورات المستخدم في النهاية عن معلومات متناقضة أو ادعاءات غير معقولة؛ فعلى سبيل المثال، قد يجد المستخدمون الآخرون في المنتدى أن المستخدم قد كشف عن معلومات متناقضة حول دخوله للمستشفى أو حول طول مدة إقامته فيها.
- عندما يقل الاهتمام والتعاطف من أجل التركيز على الأعضاء الآخرين في المنتدى، قد يعلن المستخدم أن أحداثًا هائلة أخرى قد حدثت، بما في ذلك مرض أحد أفراد الأسرة المقربين أو وفاته.
- عندما لا يحصل المستخدم على تعبيرات كافية تنم عن الاهتمام أو التعاطف، يدعي أن هذا الأمر سبب في تفاقم أو عدم تحسن الأعراض.
- يقاوم المستخدم الاتصال خارج نطاق الإنترنت، مثل استعمال الهاتف أو الزيارة الشخصية، ويتذرع غالبًا بحجج غريبة لتبرير عدم تمكنه من قبول هذا الاتصال.
- يصف المزيد من الحالات الطارئة بسعادة غير ملائمة للظرف، مصممة لكسب ردود الفعل الفورية.
- تظهر منشورات أعضاء المنتدى الآخرين أنماط كتابة متطابقة للمستخدم المصاب بالمتلازمة وأخطاء إملائية وخصوصيات لغوية مشابهة لتلك التي تظهر في منشورات المستخدم المصاب، ما يشير إلى إنشاء المستخدم لهويات وهمية لإيصال المحادثة لبقية الأعضاء.[3]

## الأسباب
اعترف فيلدمان في عدة مقابلات بأنه وقع ضحية لأشخاص أرسلوا له بريدًا إلكترونيًا يشرحون فيه الأعراض النفسية، ليتبين لاحقًا أنهم خلقوا كل شيء لخداع الطبيب. بالنسبة للحالات طويلة الأمد، يذكر أن الدافع لمثل هذا السلوك هو «التوق للرعاية والتعاطف والعناية والاهتمام، التي لا يستطيعون الحصول عليها بالطرق المناسبة»، بالإضافة إلى أن إعجاب أعضاء المنتدى بالشخص يعد حافزًا قويًا للاستمرار.
بما أن التلاعب يعد جزءًا لا يتجزأ من معظم الحالات، فإن الحاجة إلى التحكم بالآخرين أمر أساسي ليشعروا كما لو كان المصاب بالمتلازمة يسيطر على حياته أو حياتها الخاصة، كما هو الحال قبل وجود الاضطرابات الشخصية الأساسية. يتوق الكثير من الناس ممن يعانون من متلازمة مونخهاوزن إلى التعاطف والدعم لأنهما كانا غائبين بشكل ملحوظ في طفولتهم.
في قصة نُشرت في «ذا فيليج فويس» في عام 2001، تذكرت امرأة تعافت من متلازمة مونخهاوزن سعيها لتهيئة ظروف لم تكن موجودة: «عندما كنت أفعل شيئًا لجذب المسعفين والشرطة، كنت أشعر باندفاع الأدرينالين. أعتقد أنني أصبحت مدمنة عليها، لكن في ذلك الوقت، لم أكن أعلم أنني أؤذي أي شخص إلا نفسي».
صرّح عالم نفسي، كان عضوًا في مجموعة دعم الأطفال الخدج، في مقالة لنيويورك تايمز: «يحتاج الأشخاص الذين يفعلون ذلك إلى شيء ما، وأتساءل عما إذا كان ذلك بمثابة استعارة عن بعض الخسائر الأخرى التي عانت منها وهي تخادع الآخرين مرارًا وتكرارًا بطرق مختلفة».

## حالات بارزة
انتقت صحيفة نيويورك تايمز مقالة فيلدمان المنشورة في «وسترن جورنال أوف ميديسين» في قصة كتبتها دنيس جرادي، التي وصفت ثلاث حالات لأعضاء منتديات الإنترنت الذين كانوا «مخادعين غير قابلين للإصلاح». ومن بين هذه الحالات امرأة مصابة باضطراب في الأكل كانت قد نشرت في مجموعة دعم لتقول إنها كانت تكتب لهم من وحدة العناية المركزة عبر جهاز الكمبيوتر المحمول الخاص بها، وادعت أيضًا أنها أصيبت بجلطة دماغية أثناء الاتصال بالإنترنت، وتبعها منشورات والدتها معلنة أنها أيضًا بحاجة للدخول إلى المستشفى.
في مثال آخر، زعمت مراهقة تتحدث في منتدى للأمهات خاص بالأطفال الخدج -الذين عانى بعضهم من إجراءات طبية طويلة ومكلفة ومؤلمة أو ماتوا-، أنها أنجبت مولودًا قبل الأوان، وأعربت عن مخاوفها في ما يتعلق بطفلها، وبعد ذلك تلقت الدعم والتعاطف من المجموعة المكونة من 400 عضو. أقنعت المراهقة المجموعة بأن طفلها قد مات أيضًا، وبعد فترة وجيزة عادت إلى المنتدى لتعلن أنها حامل مرة أخرى وتخشى أن يكون طفلها سابق لأوانه، والذي اتضح أنه سيكون أكثر ضعفًا من طفلها الأول. أصبح أعضاء المنتدى في نهاية المطاف غير متعاطفين مع وصفها الحيوي للجراحات وواجهوها بذلك.
تعالج جرادي أيضًا مواجهة مماثلة حدثت عندما نشر رجل، يدعي أنه راهب مصاب بسرطان في المرحلة النهائية، وصفًا طويلًا لتجاربه وصراعه مع مواجهة الموت بمفرده، ما أثار في نهاية المطاف شكوك أعضاء آخرين في المنتدى ممن لم يكونوا مقتنعين بمرضه.